# Теодорович Єпіфан Василь
Теодорович Єпіфан Василь (12 червня 1881, Іваниківка — 3 лютого 1958, Чикаго) — церковний діяч, василіянин, рідний брат Павла і Йосафати Теодоровичів, та Моніки Полянської-Теодорович, по висвяченні редактор журналу «Місіонар» у Жовкві (1908—1912); написав «Життя Святих» на січень — лютий (1912). З 1921 р. — місіонер у Канаді, з 1927 у США, редактор журналу «Католицький Провід» (1927—1932) у Філадельфії; видав збірку проповідей «Католицьке Життя», І — II (1946—1948).